# توني كوهن
توني كوهن (بالإنجليزية: Tony Cohen)‏ هو مهندس الصوت ومنتج أسطوانات وملحن أسترالي، ولد في 1956، وتوفي في 2 أغسطس 2017.

## وصلات خارجية
- توني كوهن على موقع IMDb (الإنجليزية)
- توني كوهن على موقع ميوزك برينز (الإنجليزية)
- توني كوهن على موقع أول ميوزيك (الإنجليزية)
- توني كوهن على موقع ديسكوغز (الإنجليزية)